# Obruchevella
Obruchevella és un microfòssil helicoidal trobat a Burgess Shale i a jaciments del Cambrià a la Xina, arribant a veure's fins al Devonià. També es troba a Vindyhan a l'Índia (era incerta).